# Chlorochaeta tenera
Chlorochaeta tenera là một loài bướm đêm trong họ Geometridae.